# Chlenias ombrophora
Chlenias ombrophora là một loài bướm đêm trong họ Geometridae.